# Novalaise
Novalaise é uma comuna francesa na região administrativa de Auvérnia-Ródano-Alpes, no departamento de Saboia. Estende-se por uma área de 16,26 km². Em 2010 a comuna tinha 2 177 habitantes (densidade: 133,9 hab./km²).